# Каменный (Саратовская область)
Каменный — посёлок в Калининском районе Саратовской области. Входит в состав сельского поселения Казачкинское муниципальное образование.

## География
Находится на расстоянии примерно 41 километр по прямой на запад от районного центра города Калининска.

## История
Основан в 1890 году.

## Население
| 2002 | 2010 |
| ---- | ---- |
| 123  | ↘103 |